# Nowshera
Nowshera es una localidad de Pakistán, en la provincia de Khyber Pakhtunkhwa.

## Demografía
Según estimación 2010 contaba con 103 432 habitantes.